# TurboCASH
TurboCASH is een open source boekhoudprogramma met voorraadadministratie en kassasysteem en er is een plug-in voor de webshop osCommerce. De software draait alleen op Microsoft Windows en de recentste stabiele versie is 3.755, uitgebracht op 4 juli 2007.
De software voor TurboCASH is ontwikkeld door Pink Software, de oudste softwarefabrikant van Zuid-Afrika. In 2005 waren er meer dan 25.000 gebruikers van dit product in meer dan 50 landen. Pink Software is ook bekend als de ontwikkelaar van het tekensoftwarepakket TurboCAD.
In augustus 2006 werd bekend dat de Nederlandse ontwikkelaars van TurboCASH uit het ontwikkelaarsteam stapten en een fork van het programma verder gingen ontwikkelen onder de naam osFinancials